# Otto Hendrik van de Palts
Otto Hendrik van de Palts (Amberg, 10 april 1502 - Heidelberg, 12 februari 1559) was van 1505 tot 1557 vorst van Palts-Neuburg en van 1556 tot aan zijn dood keurvorst van de Palts. Hij behoorde tot het huis Wittelsbach.

## Levensloop
Otto Hendrik was de tweede zoon van Ruprecht van de Palts, zoon van keurvorst Filips van de Palts, en Elisabeth van Beieren, dochter van hertog George van Beieren-Landshut. Nadat zijn grootvader Filips de Landshuter Successieoorlog had verloren, kregen Otto Hendrik en zijn jongere broer Filips het nieuwe vorstendom Palts-Neuburg toegewezen. Wegens hun minderjarigheid werden ze onder het regentschap geplaatst van hun oom, keurvorst Frederik II van de Palts.
In 1518 nam hij deel aan de Rijksdag in Augsburg. Daarna reisde Otto Hendrik in 1519 na de dood van keizer Maximiliaan I samen met zijn oom Frederik II naar de nieuwe keizer Karel V in Spanje om diens verkiezing mee te delen. Vervolgens maakte hij een reis door Castilië, Aragón, Bourgondië en de Spaanse Nederlanden. In 1521 ging hij op bedevaart naar Palestina.
Op 2 juni 1522 werden Otto Hendrik en zijn broer Filips volwassen verklaard. De broers regeerden tot in 1535 samen, daarna verdeelden ze hun eigendommen onderling. De volgende jaren bouwde hij de burcht van Neuburg om tot een residentieslot in de Renaissancebouwstijl. Hij nam deel aan verschillende oorlogen, waaronder de Vete van Sickingen in 1523 en de Duitse Boerenoorlog in 1525. Wegens zijn uitbundige levensstijl dreigde hij bankroet te gaan, waardoor hij continu kredietopnames moest aangaan. Uiteindelijk namen de Staten in 1546 zijn schulden over. 
In 1541 gaf zijn broer Filips hem wegens hoge schulden zijn landsdeel van Palts-Neuburg terug. Onder de invloed van theoloog Andreas Osiander voerde Otto Hendrik in 1542 het lutheranisme door in zijn domeinen. Omdat Otto Hendrik ervan verdacht werd het Schmalkaldisch Verbond te ondersteunen in de oorlog tegen keizer Karel V, werd Palts-Neuburg in september 1546 door keizerlijke troepen bezet. Ook werd Otto Hendrik in de rijksban geslagen.
Otto Hendrik ging in ballingschap bij zijn oom Frederik II in Heidelberg. Daarna vestigde hij zich in het Karmelietenklooster van Weinheim. In 1552 kon hij terugkeren naar Palts-Neuburg toen na de Vorstenopstand het Verdrag van Passau gesloten werd. 
In 1556 volgde hij zijn overleden oom Frederik II op als keurvorst van de Palts. Hij werd hierdoor eveneens aartsseneschalk van het Heilige Roomse Rijk en een van de twee rijksvoogden die het rijk bestuurden als de keizerstroon vacant was. In 1557 voerde hij de lutheraanse Reformatie door in de Palts en als keurvorst bevorderde hij de wetenschappen. Nadat hij keurvorst van de Palts geworden was, stond hij in 1557 het vorstendom Palts-Neuburg af aan vorst Wolfgang van Palts-Zweibrücken.
Otto Hendrik, die wegens zware obesitas een slechte gezondheid had, stierf in februari 1559 op 57-jarige leeftijd. Hij werd bijgezet in de Heilige Geestkerk van Heidelberg, waar zijn graf tijdens de Negenjarige Oorlog in 1693 verwoest werd. Omdat hij geen nakomelingen had, werd hij als keurvorst van de Palts opgevolgd door vorst Frederik III van Palts-Simmern.

## Voorouders
| Voorouders van Otto Hendrik van de Palts | Voorouders van Otto Hendrik van de Palts                                 | Voorouders van Otto Hendrik van de Palts                                 | Voorouders van Otto Hendrik van de Palts                              | Voorouders van Otto Hendrik van de Palts                              | Voorouders van Otto Hendrik van de Palts                              | Voorouders van Otto Hendrik van de Palts                              | Voorouders van Otto Hendrik van de Palts                                | Voorouders van Otto Hendrik van de Palts                                |
| ---------------------------------------- | ------------------------------------------------------------------------ | ------------------------------------------------------------------------ | --------------------------------------------------------------------- | --------------------------------------------------------------------- | --------------------------------------------------------------------- | --------------------------------------------------------------------- | ----------------------------------------------------------------------- | ----------------------------------------------------------------------- |
| Overgrootouders                          | Lodewijk IV van de Palts (1424-1449) ∞ Margaretha van Savoye (1416-1479) | Lodewijk IV van de Palts (1424-1449) ∞ Margaretha van Savoye (1416-1479) | Lodewijk IX van Beieren (1417-1479) ∞ Amalia van Saksen (1435-1502)   | Lodewijk IX van Beieren (1417-1479) ∞ Amalia van Saksen (1435-1502)   | Lodewijk IX van Beieren (1417-1479) ∞ Amalia van Saksen (1435-1502)   | Lodewijk IX van Beieren (1417-1479) ∞ Amalia van Saksen (1435-1502)   | Casimir IV van Polen (1427-1492) ∞ Elisabeth van Oostenrijk (1436-1505) | Casimir IV van Polen (1427-1492) ∞ Elisabeth van Oostenrijk (1436-1505) |
| Grootouders                              | Filips van de Palts (1448-1508) ∞ Margaretha van Beieren (1456-1501)     | Filips van de Palts (1448-1508) ∞ Margaretha van Beieren (1456-1501)     | Filips van de Palts (1448-1508) ∞ Margaretha van Beieren (1456-1501)  | Filips van de Palts (1448-1508) ∞ Margaretha van Beieren (1456-1501)  | George van Beieren (1455-1503) ∞ Hedwig van Polen (1457-1502)         | George van Beieren (1455-1503) ∞ Hedwig van Polen (1457-1502)         | George van Beieren (1455-1503) ∞ Hedwig van Polen (1457-1502)           | George van Beieren (1455-1503) ∞ Hedwig van Polen (1457-1502)           |
| Ouders                                   | Ruprecht van de Palts (1481-1504) ∞ Elisabeth van Beieren (1478-1504)    | Ruprecht van de Palts (1481-1504) ∞ Elisabeth van Beieren (1478-1504)    | Ruprecht van de Palts (1481-1504) ∞ Elisabeth van Beieren (1478-1504) | Ruprecht van de Palts (1481-1504) ∞ Elisabeth van Beieren (1478-1504) | Ruprecht van de Palts (1481-1504) ∞ Elisabeth van Beieren (1478-1504) | Ruprecht van de Palts (1481-1504) ∞ Elisabeth van Beieren (1478-1504) | Ruprecht van de Palts (1481-1504) ∞ Elisabeth van Beieren (1478-1504)   | Ruprecht van de Palts (1481-1504) ∞ Elisabeth van Beieren (1478-1504)   |
| Otto Hendrik van de Palts (1502-1559)    |                                                                          |                                                                          |                                                                       |                                                                       |                                                                       |                                                                       |                                                                         |                                                                         |

## Huwelijk
Op 16 oktober 1529 huwde Otto Hendrik met Susanna van Beieren (1502-1543), dochter van hertog Albrecht IV van Beieren en weduwe van markgraaf Casimir van Brandenburg-Kulmbach. Het huwelijk bleef kinderloos.